# 圖普卡拉甘區
44°31′N 50°16′E / 44.517°N 50.267°E

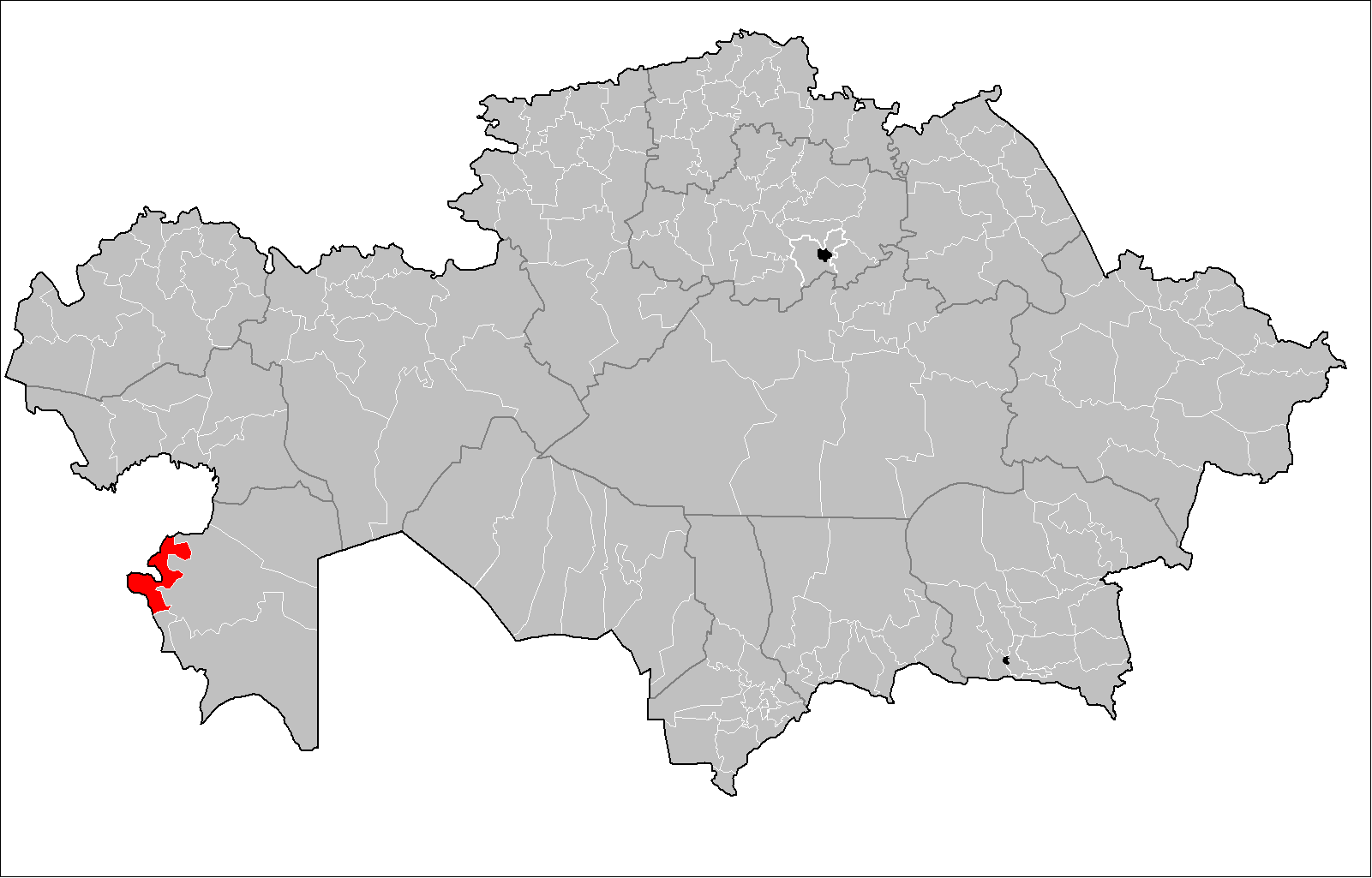

圖普卡拉甘區是哈薩克斯坦的行政區，位於該國西南部，由曼吉斯套州負責管轄，首府設於舍甫琴柯堡，始建於1992年，面積8,520平方公里，2019年人口31,728。